# 微熱 MY LOVE
『微熱 MY LOVE』（びねつマイラブ）は、村生ミオによる日本の漫画作品。小学館の青年向け雑誌『GORO』に連載された。

## 概要
小学館から発売された単行本は全18巻で、1983年11月から1990年10月までビッグコミックスレーベルで順次刊行された。他にスコラからも単行本全8巻が発売されており、1994年10月から1995年7月までスコラSCスペシャルレーベルで順次刊行された。

## テレビドラマ
1985年11月18日、フジテレビの『月曜ドラマランド』枠で本作をもとにしたテレビドラマが放送された。全1話。

### キャスト
- 本田美奈子
- 羽賀研二
- 八名信夫
- 大場久美子
- 財前直見

### スタッフ
- 原作：村生ミオ
- 脚本：奥津啓治
- 演出：若松節朗

## 映画
1990年12月1日、本作の映画化作品が公開された。

### キャスト
- 瀬川唯：八木小織
- 坂口亮一：松田洋治
- 矢野美希子：沖直美
- 郷田直樹：川合ちかし
- 河野ますみ：沢田夏子
- 倉田和人：山本顔之介
- 佐野明：堀光輝
- 種村洋一：野口五郎

### スタッフ
- 企画：鵜之沢伸、須崎一夫
- 製作：川城和実、原田宗一郎
- プロデューサー：姉川佳弘、伊藤靖浩、鶴英次、志田篤彦
- 原作：村生ミオ『微熱 MY LOVE』小学館刊
- 監督：伊藤正治
- 脚本：齊藤猛
- 撮影：長田勇市
- 照明：才木勝
- 録音：酒匂芳郎
- 美術：木村光一
- 編集：奥原好幸
- 音楽：鈴木雄大
- 主題歌：鈴木雄大「あなたに逢いたい」
- 記録：山田一美
- スチール：竹内健二
- 助監督：富岡忠文
- 製作担当：武石宏登
- 製作：バンダイ、セイヨー
- 制作：フィルム・キッズ
- 制作協力：フィルム・シティ
- 配給：バンダイビジュアル